# Iris wattii
Iris éventail
Espèce
Synonymes
- Evansia wattii  (Baker ex Hook.f.) M.B.Crespo, Mart.-Azorín & Mavrodiev (2015)[1]

Iris wattii est une espèce de plantes à fleurs du genre Iris et de la famille des Iridaceae. Elle se trouve également dans le sous-genre Limniris et la section Lophiris (iris à crête). C'est une plante vivace rhizomateuse. Elle est originaire de Chine, de Birmanie et d'Inde, elle a des fleurs lavande ou bleu clair. Elle est également connu sous le nom de Iris Bambou «Bamboo Iris» (dénomination assez déroutante, car l' Iris confusa  est ainsi nommé). On la nomme aussi Iris éventail. Il est cultivé comme plante ornementale dans les régions tempérées.

## Description
Cette espèce a des rhizomes , qui mesurent entre 0,7 et 1,5 cm de diamètre,. Ils sont également légèrement vert clair  et ont des nœuds distincts. Au sommet du rhizome se trouvent des cicatrices et les restes de feuilles de la saison passée. Les rhizomes se propagent vers l'extérieur en touffes de plantes   .
Cet iris a 10 feuilles ou plus qui sont regroupées en forme d'éventail,,. Les feuilles en forme d'épée , , sont vert jaunâtre, , peuvent atteindre entre 30 et 90 cm en hauteur, pour une envergure de 3,5 à 7,5 cm de large,,. Les feuilles ont 10 nervures ou côtes,. Les feuilles sont persistantes dans les zones tempérées . Le feuillage est plus gros que celui de l' Iris confusa ,.
Iris wattii est l'espèce la plus grande de tous les iris à crête,,.
Il a des tiges fortes, «semblables à du bambou» , qui ont atteint entre 50 et 100 cm de haut et 1 à 1,5 cm de large,,. Bien que certaines sources affirment qu'il peut atteindre 200 cm en hauteur ,,. Il a 5–7 branches courtes et robustes ,. Les pédicelles mesurent 1 à 3 cm de long ,.
La plante peut pousser très rapidement, formant de nouvelles pousses à partir d'avril ou de mai .
Les tiges ont 3–5 spathes (feuilles du bouton floral), qui sont minces, vertes et étroitement ovales, elles ont de 1,5 à 2,5 cm de long et 1 cm de large,,. Les tiges (et les nombreuses branches) contiennent entre 2 et 10 fleurs , 2 à 3 fleurs par branche  , au printemps,,, ou entre printemps-été,, soit entre avril et mai  . En Australie, il fleurit plus tôt dans l'année, du début de l'hiver à la fin du printemps . Les plantes peuvent avoir jusqu'à 50 fleurs sur une période de 8 à 10 semaines.
Les fleurs mesurent 7 à 8 cm de diamètre ,,, et viennent dans les tons de bleu clair,,, bleu pastel,, lilas-bleu, violet bleuâtre,. Les fleurs sont plus grandes que celles d' Iris confusa, et d' Iris japonica , qui ont des fleurs de couleur similaire.
Il a 2 paires de pétales, 3 grands sépales (pétales externes), connus sous le nom de «chutes» et 3 pétales intérieurs plus petits (ou tépales, connus sous le nom de «standards» . Les chutes sont tombantes,, obovales,,, ou obovales-spathulées (en forme de cuillère) . Ils ont entre 4,5 et 6 cm de long et 2,4–4 cm de large . Ils ont une zone centrale de crête blanchâtre, qui est tachetée de lilas plus foncé et d'un jaune foncé ou encore jaune orangé ,,. Les bords du pétale sont ondulés, volants ou ébouriffés . Les standards sont étroitement obovales 3,5 à 4 cm de long et 1–1,3 cm de large. Il a également des bords ondulés, ou ébouriffés.
Il a un tube de périanthe de 1 à 2 cm de long ,,des étamines de 3 cm , des anthères jaunes et un long ovaire vert de 7–8 mm.
Il a un style à 3 ramifications, bleu pâle ou mauve pâle  de 3 à 3,5 cm de long et 8–10 mm de large . Ils ont également des lobes frangés ,,, ou des bords dentelés.
Une fois que l'iris a fleuri, il produit une capsule cylindrique de graines ,, entre mai et août . Il est obtusement trigone (section transversale triangulaire). Il est de 2,8 à 4,5 cm de long et 1,3–1,5 cm de large, avec une extrémité pointue acérée. À l'intérieur de la capsule, se trouvent des graines brunes semi-orbiculaires.

### Biochimie
En 2006, 13 espèces d'Iris, dont Iris japonica, Iris watti et Iris subdichotoma ont été étudiées pour une analyse cytologique du nombre de chromosomes .
En 2009, une étude a été menée sur dix espèces d'iris de Chine. Y compris Iris confusa, Iris japonica et Iris wattii . Il a été constaté qu'il y avait une similitude entre Iris japonica et Iris wattii, mais pas avec Iris confusa .
Comme la plupart des iris sont diploïdes, ayant deux ensembles de chromosomes, cela peut être utilisé pour identifier les hybrides et la classification des groupements . Il a plusieurs numérations chromosomiques dont 2n = 30 (Simonet, 1934), 2n = 30 (Lenz, 1959), et 2n = 30 (Chimphamba, 1973) . Il est normalement publié sous la forme 2n = 30,,.

## Taxonomie

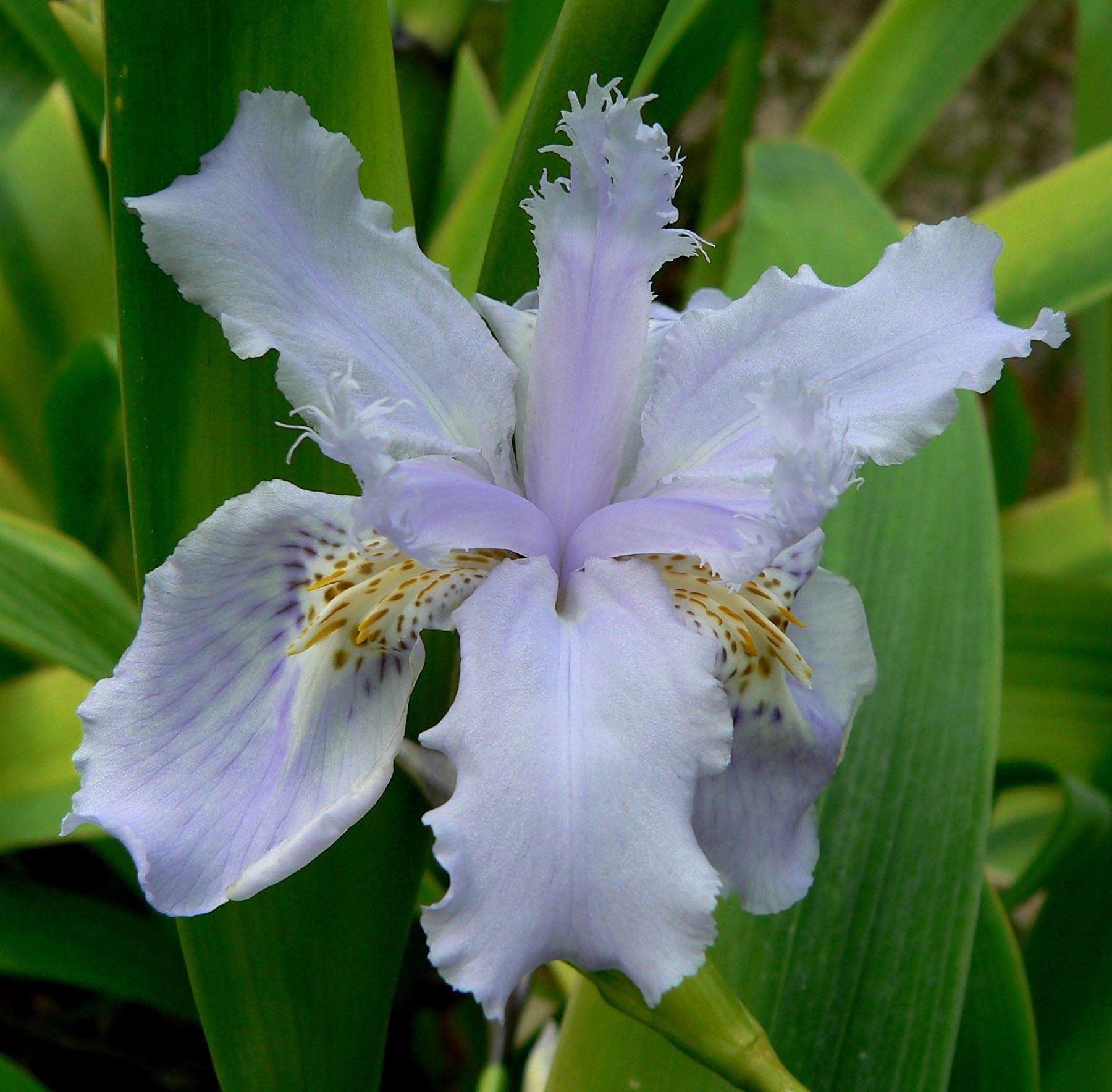
Iris Wattii

Il porte le nom commun de «Iris Bambou» ,,, (bien qu'Iris confusa soit plus souvent appelé lui aussi «Iris Bambou», ce qui amène un peu de confusion ) ou encore «Iris éventail».
On  l'écrit  鸢 尾 en caractères chinois ou il est connu sous le nom de shan xing yuan wei en Pidgin en Chine ,.
L' épithète spécifique latine wattii fait référence à George Watt ,, qui a recueilli un spécimen d'iris de l'espèce, sur Khongui Hill, Manipur  ,.
Il a été décrit à l'origine par Baker dans  Handbook of the Irideae  (Handb. Irid.) Page 17 en 1892, puis largement publié par JD Hooker dans 'Flora of British India', (Fl. Brit. Inde, de Londres) Volume 6, Numéro 18, page 273 en juillet 1892 ,,.
Il a ensuite été publié le 22 juin 1935, dans la 3e série Vol97 de The Gardeners 'Chronicle, page 411.. En juin 1938, il fut publié dans le 'Journal of the Royal Horticultural Society' Volume63 Issue6 page292 .
Une illustration de l'iris, a été publiée par Everard et Morley, dans «Wildflowers of the World», planche 107 en 1970 .
Il a été vérifié par le Service de recherche agricole du Département de l' agriculture des États-Unis le 4 avril 2003, puis mis à jour le 3 décembre 2004.
Iris wattii est un nom accepté par la RHS .

## Distribution et habitat
Il est originaire des régions tempérées et tropicales d'Asie.

### Variante
On le trouve avec l'Asie, en Chine ,,. Dans les provinces chinoises de Xizang et du Yunnan,,.
Aussi en Inde (dans l'Assam,,, et le Manipur ,) et au Myanmar (Birmanie),,.
On pense également qu'il se trouve au Japon, dans l'Himalaya,, et au Tibet .

### Habitat

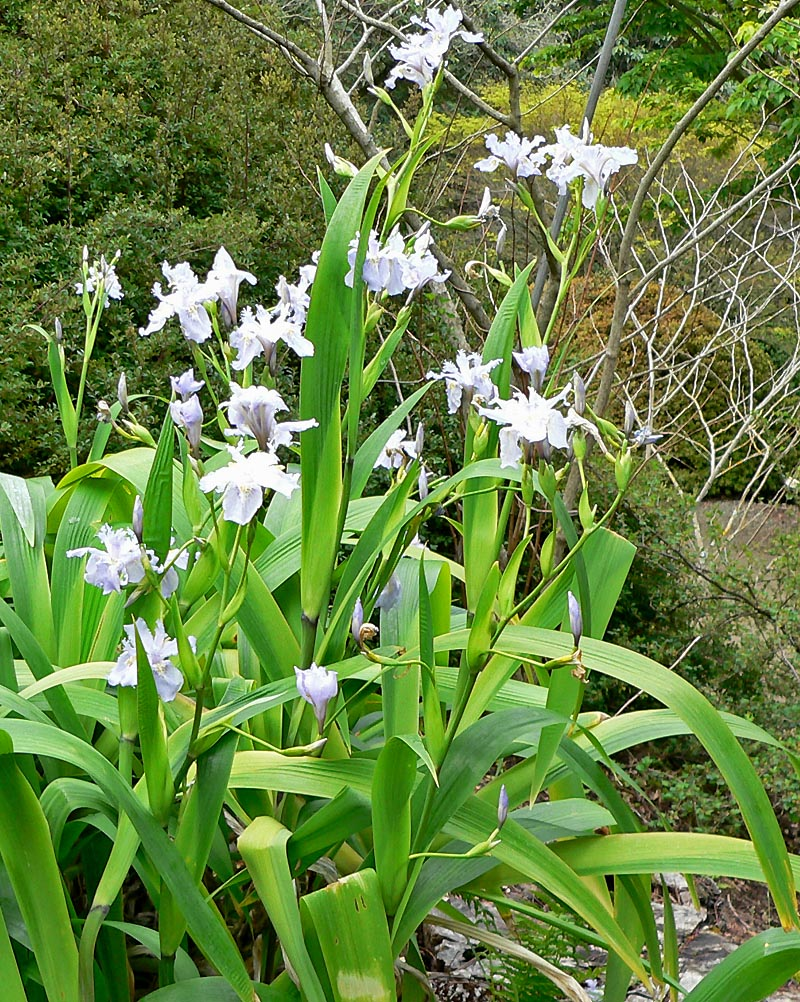
touffe d'Iris wattii

Il pousse dans les prairies (et les prairies) à la lisière des forêts et au bord des rivières (sur les berges),,.
On le trouve à des altitudes comprises entre 1 800 et 2 300 m,,.

## Culture
Il est rustique entre les zones USDA  8 et 10,,,.
Il résiste assez bien dans le sud de l'Europe . Il peut survivre à des hivers doux ou supporter des gelées légères, avec des températures aussi basses que −16 °C sur de courtes périodes, surtout si les plantes ont bien été paillées,.
Il n'est pas rustique dans les climats nordiques, ou il doit être cultivé en serre,,.
Il doit être cultivé dans des sols bien drainés et riches en lumière (contenant de l'humus),,,. Il peut tolérer les sols neutres ou acides (niveaux de PH compris entre 6,5 et 7,8).
Il préfère les positions entre plein soleil et mi-ombre,,,,,,. Mais n'aime pas (sites exposés - sujets aux vents violents, en raison de la hauteur de la plante).
Il a des besoins en eau moyens pendant la saison de croissance,,. Il ne tolérera pas l'eau stagnante, également des conditions humides ou humides pendant l'hiver peuvent provoquer la pourriture de la racine ,.
Il peut être cultivé en bordure de fleurs mixtes,, pour les fleurs coupées, ou en touffes « naturalisées ». Il peut également être cultivé dans des conteneurs, dans des positions abritées .
Il peut être affecté par les limaces et les escargots.
Certains producteurs d'iris suggèrent que les tiges soit «piquetées» (pour empêcher les hautes tiges de se renverser) .
Il peut vivre environ 10 ans.
Il peut être multiplié par division,,, ou par culture de graines.
Il peut également être multiplié par boutures de tige . Si les boutures sont immergées dans l'eau pendant 1 à 2 semaines. Les racines vont bientôt émerger et la nouvelle plante peut être mise en pot et préparée pour le jardin plus tard,. De meilleurs résultats sont obtenus si l'eau contient des morceaux de charbon de bois, pour éviter la pourriture.
Pour se propager à partir de graines, collectez les graines des capsules, lorsqu'elles sont mûres et semez les graines dans des récipients ventilés, dans un châssis froid ou dans une serre non chauffée .

### Hybrides et cultivars
Il existe plusieurs hybrides nommés, et cultivars.
Comprenant :
- Iris wattii 'Sylvia' (qui est plus grande que Iris wattii, et a des fleurs bleu-violet pâle, il a été trouvé par le major Lawrence Johnson ) [10],[14].
- Iris wattii 'Bourne Graceful' (qui a des feuilles vert foncé, violacées et de grandes fleurs lilas) [17].

D'autres formes connus : « Biswat », « Isis », « Johnston clone », « The Ellis Wattii », « Trengwainton », « Ward's Form » et « Wattii Alba »,

## Toxicité
Comme beaucoup d'autres iris, la plupart des parties de la plante sont toxiques (rhizome et feuilles), si elles sont ingérées par erreur, elles peuvent provoquer des douleurs à l'estomac et des vomissements. La manipulation de la plante peut également provoquer une irritation cutanée ou une réaction allergique.

### Autres sources
: document utilisé comme source pour la rédaction de cet article.
- B. Mathew, L'Iris, 1981, p. 77 et 78.
- J. W. Waddick et Zhao Yu-tang, Iris de Chine, 1992.
- (en) POWO : Iris wattii  Baker ex Hook.f.  (consulté le 1er avril 2021)

- (en) Cet article est partiellement ou en totalité issu de l’article de Wikipédia en anglais intitulé « Iris wattii » (voir la liste des auteurs).